# Норт-Манкейто (город, Миннесота)
Норт-Манкейто (англ. North Mankato) — город в округах Николлет, Блу-Эрт, штат Миннесота, США. На площади 12,4 км² (12,2 км² — суша, 0,2 км² — вода), согласно переписи 2009 года, проживают 12 666 человек. Плотность населения составляет 967,1 чел./км².
- Телефонный код города — 507
- Почтовый индекс — 56003
- FIPS-код города — 27-47068[1]
- GNIS-идентификатор — 0648669[2]